# تودلی
تودلی (به انگلیسی: Tudeley) یک روستا در بریتانیا است که در جنوب شرقی انگلستان واقع شده‌است.